# Шотландська футбольна ліга
Шотландська футбольна ліга (ШФЛ) (шотл. Scots Fitbaa League) — колишня ліга, що об'єднувала професійні та напівпрофесійні футбольні клуби в основному з Шотландії. З моменту свого заснування в 1890 і аж до відколу від неї шотландської прем'єр-ліги (ШПЛ) в 1998 році, ШФЛ була футбольною лігою найвищого рівня в Шотландії. З 1998 року Шотландська футбольна ліга представляла рівні з 2 до 4 шотландської система футбольних ліг. У червні 2013 року, ШФЛ об'єдналася з ШПЛ і створилии Шотландську професійну футбольну лігу.

## Історія

### Заснування ліги
Організація футбольного життя Шотландії розпочалося в 1873 році, коли була створена Шотландська футбольна асоціація. Впродовж наступних 15 років клуби під егідою асоціації проводили товариські матчі, Кубок Шотландії та місцеві кубки. В 1888 році було створено англійську футбольну лігу, яка спочатку об'єднала клуби Північно-Західної та Центральної Англії. Багато шотландських футболістів відгукнулися на пропозицію виступати в Англії через бажання більше заробляти та грати на професійному рівні.
Це спонукало шотландські клуби замислитися над створенням власної ліги. В березні 1890 року керівництво «Рентона» розіслало в 13 інших клубів запрошення узяти участь в обговоренні створення ліги. Запрошення прийняли всі крім «Квінз Парк» та «Клайда». Аматорський клуб «Квінз Парк», що був найстарішим клубом Шотландії і відігравав ключову роль в організації футбольного життя, був проти ліги, оскільки це створювало небезпеку зникнення багатьох невеликих клубів. Надалі ці побоювання отримають підтвердження, оскільки шість клубів-засновників ліги покинули її до 1900 року.
Шотландську футбольну лігу було створено 30 квітня 1890 року. Перший сезон 1890-91 почали 11 клубів: «Аберкорн», «Вейл оф Левен», «Дамбартон», «Камбусленг», «Кавлерс», «Рейнджерс», «Рентон», «Селтік», «Сент-Міррен», «Терд Ланарк» і  «Хартс».

### Зміна структури
З 1893 по 1975 рік Шотландська футбольна ліга поділялася на два дивізіони — Перший дивізіон та Другий дивізіон, а клуби переходили з одного дивізіону в інший по закінченні кожного сезону. Однак, у середині 1970-х років така організація перестала задовольняти потреби шотландського футболу і було вирішиено розширити структуру дивізіонів до трьох: Прем'єр-дивізіон (колишній Перший дивізіон), Перший Дивізіон (колишній Другий дивізіон) та новостворенний Другий дивізіон. Ця система почала діяти в сезоні 1975-76 і проіснувала до сезону 1994-95, коли була впроваджена чотирирівнева структура. Нововеденням стало створення Третього дивізіону та обмеження кількості команд в кожному з дивізіонів до 10.
8 вересня 1997 року клубами Прем'єр-дивізіону було прийнято рішення відділитися від Шотландської футбольної ліги і створити  Шотландську Прем'єр-лігу, на кшталт англійської прем'єр-ліги. Три дивізіони по 10 команд в кожному, що залишилися в ШФЛ залишили за собою старі назви. Прем'єр-дивізіон було скасовано.

### Злиття з ШПЛ
Незважаючи на зміни умов членства клубів, що не мають зовнішніх фінансових надходжень, клуби нижчих дивізіонів ШФЛ майже не мали прибутків. В свою чергу клуби Першого дивізіону ШФЛ намагалися перерозподілити прибутки від трансляцій з Прем'єр-лігою. Крім того Шотландська футбольна асоціація завжди була зацікавлена у створенні пірамідальної системи дивізіонів. На фоні цього в 2013 році представники ШФЛ та ШПЛ проголосували за злиття цих двох організацій та утворення Шотландської професійної футбольної ліги. При цьому кількість дивізіонів та клубів в них не змінилася. Змін зазнала модель розподілу фінансів за клубами.

## Українці у Прем'єр-дивізіоні Шотландської футбольної ліги
| Гравець              | Клуб            | Сезон     | Ігри | Голи |
| -------------------- | --------------- | --------- | ---- | ---- |
| Сергій Балтача       | «Сент-Джонстон» | 1990/1991 | 34   | 0    |
| Сергій Балтача       | «Сент-Джонстон» | 1991/1992 | 31   | 1    |
| Сергій Балтача       | «Сент-Джонстон» | 1992/1993 | 25   | 0    |
| Олег Кузнецов        | «Рейнджерс»     | 1990/1991 | 2    | 0    |
| Олег Кузнецов        | «Рейнджерс»     | 1991/1992 | 18   | 0    |
| Олег Кузнецов        | «Рейнджерс»     | 1992/1993 | 9    | 0    |
| Олег Кузнецов        | «Рейнджерс»     | 1993/1994 | 6    | 1    |
| Олексій Михайличенко | «Рейнджерс»     | 1991/1992 | 27   | 10   |
| Олексій Михайличенко | «Рейнджерс»     | 1992/1993 | 29   | 5    |
| Олексій Михайличенко | «Рейнджерс»     | 1993/1994 | 34   | 5    |
| Олексій Михайличенко | «Рейнджерс»     | 1994/1995 | 9    | 2    |
| Олексій Михайличенко | «Рейнджерс»     | 1995/1996 | 11   | 0    |